# Podoscypha caespitosa
Podoscypha caespitosa är en svampart som först beskrevs av Edward Angus Burt, och fick sitt nu gällande namn av Boidin 1959. Podoscypha caespitosa ingår i släktet Podoscypha och familjen Meruliaceae.   Inga underarter finns listade i Catalogue of Life.